# Scaptia bancrofti
Scaptia bancrofti är en tvåvingeart som först beskrevs av Austen 1912.  Scaptia bancrofti ingår i släktet Scaptia och familjen bromsar. Inga underarter finns listade i Catalogue of Life.